# Prionolabis rufipennis
Prionolabis rufipennis là một loài ruồi trong họ Limoniidae. Chúng phân bố ở miền Cổ bắc.